# Dialyceras
Dialyceras es un género con tres especies de plantas  perteneciente a la familia Sphaerosepalaceae. 

## Especies
- Dialyceras coriaceum
- Dialyceras discolor
- Dialyceras parvifolium